# Vetrilo Rocks
Die Vetrilo Rocks (englisch; bulgarisch скали Ветрило skali Wetrilo, deutsch ‚Fächerfelsen‘) sind eine Gruppe von Klippenfelsen der Wauwermans-Inseln vor der Danco-Küste des Grahamlands auf der Antarktischen Halbinsel. Sie verteilen sich in westsüdwest-ostnordöstlicher Ausrichtung über eine Länge von 970 m und eine Breite von 485 m. Die Gruppe liegt 3,18 km südlich von Host Island, 5,55 km westnordwestlich von Zherav Island, 2,11 km nördlich des Zentrums der Yato Rocks und 4,7 km nordöstlich von Kalmar Island (Dannebrog-Inseln).
Britische Wissenschaftler kartierten sie 2001. Die bulgarische Kommission für Antarktische Geographische Namen benannte sie 2020 deskriptiv, da sie fächerförmig angeordnet sind.